# Wulfila macropalpus
Wulfila macropalpus är en spindelart som beskrevs av Alexander Petrunkevitch 1930. Wulfila macropalpus ingår i släktet Wulfila och familjen spökspindlar.
Artens utbredningsområde är Puerto Rico. Inga underarter finns listade i Catalogue of Life.